# Nikkei
För andra betydelser, se Nikkei (olika betydelser).
Nikkei eller Nikkei 225 (japanska: 日経平均株価?, Nikkei Heikinkabuka, även Nikkei225) är ett aktieindex för Tokyobörsen. Indexet har använts sedan 1950 och är det som vanligtvis används i Sverige.
Sedan 1970 har indexet beräknats av den japanska tidningen Nihon Keizai, Shimbun.
Den 15 februari 2021 passerade Nikkei 225-indexet 30 000 poäng, vilket var det högsta resultatet under de senaste 30 åren. Anledningen till tillväxten är det monetära stimulansprogram som genomförts av Bank of Japan för att mildra de finansiella effekterna av COVID-19-pandemin.
I slutet av 2022 har Tokyo Electron (TYO: 8035) störst påverkan på indexet.

## Indexberäkning
Indexera genom att bestämma summan av "justerade aktiekurser" och dividera detta belopp med en "divisor". Ett "justerat pris" på en aktie är priset multiplicerat med prisjusteringskoefficienten. Prisjusteringskoefficienten är vanligtvis 1 för de flesta aktier, men för aktier med ett relativt högt pris är denna koefficient lägre. ""Divisorn"" justeras när en aktiekorg ändras, liksom under en aktiesplit eller omvänd split, för att förhindra en kraftig förändring i indexet av dessa icke-marknadshändelser.
Nikkei 225-indexet består av företagsaktier. Fondandelar, börshandlade fonder, fastighetsfonder och preferensaktier ingår inte. De mest omsatta aktierna väljs. Om ett företag i indexet faller ut på grund av en fusion eller konkurs söks en ersättare inom samma marknadssektor.
Sedan januari 2010 har indexet uppdaterats var 15:e sekund under handelssessioner. Listan över företag som ingår i Nikkei 225 revideras en gång om året, i oktober.